# Маклаковская волость (Жиздринский уезд)
Маклаковская волость — административно-территориальная единица в составе Жиздринского уезда Калужской (с 1920 — Брянской) губернии.
Административный центр — село Маклаки, позднее село Зимницы.

## История
Волость была образована в ходе реформы 1861 года. В состав волости входило 6 селений: сёла Маклаки и Печки, деревни Котовичи, Которец, Николаевка и Полинное.
В 1918 году деревня Котовичи была отнесена к Запрудской волости.
Население волости составляло: в 1896 году — 4608 чел., в 1913 — 4841 чел., в 1920 — 5642 чел..
В 1920-е годы, при укрупнении волостей, к Маклаковской волости были присоединены соседние Запрудская, Зимницкая, Космачевская, Которская и Фоминичская волости, а волостной центр перенесён в село Зимницы; при этом название волости осталось прежним. В 1926 году в волости насчитывалось 20 сельсоветов, 114 селений, 6591 двор, 35 140 жителей, а её площадь составляла 949 кв. км.
По состоянию на 1 января 1928 года, Маклаковская волость включала в себя следующие сельсоветы: Большезаборский, Будский, Буканьский, Виннозаводской, Волковослободской, Воловский, Гавриловский, Дмитровский, Ермолаевский, Запрудновский, Зимницкий, Игнатовский, Каменский, Космачевский, Котовичский, Которьский, Маклаковский, Малозимницкий, Неполотьский, Николаевский, Печковский, Полянский, Слободский, Фоминичский, Хлудневский.
В 1929 году, с введением районного деления, волость была упразднена, а её территория разделена между Людиновским, Песоченским (Кировским) районами Брянского округа и Думиничским районом Сухиничского округа Западной области (ныне все входят в состав Калужской области).